# Gilberto Hernández Guerrero
Gilberto Hernández Guerrero (estat de San Luis Potosí, 4 de febrer de 1970) és un jugador d'escacs mexicà, que té el títol de Gran Mestre des de 1995.
A la llista d'Elo de la FIDE del setembre de 2020, hi tenia un Elo de 2564 punts, cosa que en feia el jugador número 1 (en actiu) de Mèxic. El seu màxim Elo va ser de 2572 punts, a la llista de juliol de 2000 (posició 162 al rànquing mundial).
Va aprendre els fonaments dels escacs a 5 anys, i amb 8 va jugar el seu primer torneig. Es va convertir en campió del seu estat als 11 anys, i el 1981 es va endur la medalla de bronze en el Campionat del món Sub-14 celebrat a Municipi de Xalapa (Mèxic).
A 14 anys va esdevenir Mestre nacional, i als 16 va passar a ser Mestre de la FIDE després de guanyar la medalla d'or al Campionat panamericà Sub-16 de Puerto Rico.
Quan tenia 17 anys, va participar en un torneig zonal celebrat a Cuba, on va obtenir la seva primera norma de Mestre Internacional. Després de la seva victòria, el van convidar a 5 torneigs més, de manera que va romandre a l'illa durant 3 mesos. També va tornar a Cuba dos anys més tard a intentar obtenir la seva última norma de Mestre Internacional, fita que va aconseguir, quan ja tenia un ràting de 2520 a la llista d'Elo de la FIDE.
El 1990 va vèncer al torneig obert de Lió, a França, on va puntuar 8 de 9 i va superar destacats Grans Mestres com ara l'excampió del món júnior Vladímir Akopian i Artaixès Minassian. Va seguir mantenint un Elo per sobre de 2500, i va rebre el títol de Gran Mestre el 1995. Els anys 1992, 1993 i 1995 es proclamà vencedor del Memorial Carlos Torre de Mèxic.
El 2007 fou segon al torneig The SPICE Cup, organitzat per la Universitat de Texas Tech i el Susan Polgar Institute for Chess Excellence (SPICE); (el campió fou Eugene Perelshteyn).